# Киара и Мартина Скарпари
Киара и Мартина Скарпари са италиански певици-близначки, които представят страната си на тринадесетото издание на детския песенен конкурс „Евровизия“ в София.

## Биография и музикална кариера
Родени са на 22 май 2000 година в Реджо Калабрия, намиращ се в южната част на Италия. Живеят във Вараподио с родителите си, баща Роко и майка Мима, и по-големия брат Джузепе.
Проявяват склонност към изкуствата от ранна възраст. Едва тригодишни, двете посещават танцово училище и участват в няколко представления, с което бързо получават признание. Вече поотраснали, на десетгодишна възраст, сестрите започват да учат пеене в Академията за модерно пеене в Реджо Калабрия (до юли 2013 година). Скоро след това се срещат с маестро Кристиан Косентино от музикалното училище в Сант'Андреа Апостоло дело Йонио, с което усъвършенстват вокалните си способности. Започва активното им участие в събития на местно и национално ниво, сред които фестивалът „Бяла нощ в Катандзаро“ и коледният концерт „Magic Christmas Melody“. Печелят местния певчески фестивал „Шоу на талантите на Вараподио“ и този на Делиануова.
Най-голямото им удовлетворение идва с успешното представяне в праймтаймовото „Оставям ти една песен“ на Раи Уно през 2013-14 година, на което ще се явят и по-късно. В петата вечер на седмото издание на същото печелят с песента „Pensieri e Parole“ на Лучо Батисти, а в шестата повтарят успеха си с „Eternità“ на „Камалеонти“. Класират се трети в генералното класиране. През юни 2014 година гостуват на делиануовския фестивал и участват в концерт в театър „Катона“ в родния им град. През юли пеят в търговски център в присъствието на шоумена Дарио Балантини. Същото лято излиза първият им сингъл под името „Sempre Insieme“ и лейбъл „Мак Рей Интернешънъл“, към който има заснет и видеоклип. За период от година следват неизброими изяви на различни концерти и форуми, като се откроява участието им на детската „Нова вълна“ в Крим, където са носителки на сребърно отличие. Благодарение на последното са поканени да участват в концерта на испанския певец Роберто Кел Торес на стадион „Олимпийски“ в руската столица и стават гости на следващото издание на „Нова вълна“ за деца.

### Детски песенен конкурс „Евровизия 2015“
Вече споменатото предаване „Оставям ти една песен“ изпълнява функцията и на селекция на италиански представител на европейския детски конкурс. В специална вечер на осмото издание Киара и Мартина успяват да преборят конкуренция от осем души, а на финала на вечерта са предпочетени пред не по-малко талантливия петнадесетгодишен младеж Джовани Сутера Сардо, от когото получават прегръдка. Набиращите популярност сестри представят Италия на конкурса на 21 ноември.